# 최정현
최정현(1977년 1월 24일~)은 한국의 여자 성우이다. 2008년 KBS 33기로 입사했으며 한국방송 성우극회 소속이다.

## 출연작품

### TV 애니메이션
- 어떤 마술의 금서목록 (애니맥스) - 츠지미카도 마이카 / 무스지메 아와키
- 명탐정 코난 (애니맥스) - 점원 / 권지혜
- 토킹 톰 - 진저
- 내 친구 미소 (KBS2) - 은별, 한얼, 엄마, 이슬엄마, 선생님

### 극장판 애니메이션
- 프리버즈: 밍쿠와 찌아의 도시 대탈출 - 리비아
- 슈퍼 빼꼼: 스파이 대작전 - 제시카 / 로라
- 빅풋 주니어 - 엄마 / 위챠
- 래빗 스쿨 - 헤르미온느
- 아기돼지 3형제와 쿵푸랜드 - 똘이
- 프린스 코기 - 마가렛
- 갓파쿠와 여름방학을 - 코이치의 엄마
- 키코리키: 황금모자의 비밀 - 올가
- 리틀 뱀파이어
- 몬스터 신부: 101번째 프로포즈 - 아가사

### 외화

#### 드라마
- 초한지 (KBS2) - 여치 (친란)
- 아틀란티스 (KBS2) - 아리아드네 (아이샤 하트)
- 닥터 후 시즌4.5 스페셜 II (KBS2) - 미아
- 천사의 손길 시즌 9 (평화방송) - 코트니 외 (3회, 6회, 9회, 16회)
- 오펀 블랙 시즌 1 (KBS2) - 앤슬리 노리스 (나탈리 리신스카)
- 전쟁과 평화(KBS) - 마리아(제시 버클리)
- 명탐정 브라운 신부 시즌 1(평화방송) - 수지(캐시아 콜러렉)
- 더 컬렉션(KBS) - 마리안(이렌 야코프)
- 기생수: 더 그레이(넷플릭스) - 성우

#### 영화
- 불의 전차 (KBS) - 제니 (셰릴 캠벨)
- 레터스 투 줄리엣 (KBS) - 패트리샤 (애슐리 릴리)
- 페이머스 파이브: 키린섬의 비밀 (극장 개봉작) - 딕 (유스투스 쉴린겐지펜)
- 싱 스트리트 (KBS) - 코너의 엄마(마리아 도일 케네디)

### 내레이션
- 세상사는 이야기 (KBS1)
- 기분좋은 날 (MBC)
- 다큐 플러스 17회 : 농촌 마을, 안녕하신가요? (JTBC)

### 라디오 드라마
소설극장 (KBS 3라디오)
- 2008.01.15 ~ 2008.04.20 최인호 <겨울 나그네> (여자)
- 2008.04.21 ~ 2008.07.28 이경자 <혼자 눈 뜨는 아침> (동서)
- 2008.09.23 ~ 2008.11.14 이선미 <내사랑 원더우먼> (수지 / 청소 아주머니)
- 2008.11.15 ~ 2009.01.22 김하인 <아침인사> (김정미)
- 2009.01.23 ~ 2009.10.01 이병주 <지리산> (큰어머니 / 어린 준 / 도코나미 야스코 / 진숙 / 진말자 / 김정난)
- 2009.10.02 ~ 2009.11.29 신경숙 <리진> (서씨)

라디오 극장 (KBS 한민족 방송)
- 2008.07.01 ~ 2008.07.31 김려령 <완득이> (여학생)
- 2008.09.01 ~ 2008.09.30 조창인 <등대지기> (여아1 / 여교사 / 직원)
- 2008.12.01 ~ 2008.12.31 이청준 <아리아리강강> (명순 / 여인)
- 2009.01.01 ~ 2009.01.31 리지명 <삶은 어디에> (여1 / 송영숙 / 신미 어머니 / 여3)
- 2009.02.01 ~ 2009.02.28 김주영 <아라리 난장> (승희)
- 2009.03.01 ~ 2009.03.31 권지예 <정인> (묘진 / 주모 / 가연의 시어머니)
- 2009.04.01 ~ 2009.04.30 이문열 <황제를 위하여> (기생)
- 2009.05.01 ~ 2009.05.31 신경숙 <엄마를 부탁해> (어린 균이 / 현정 모)
- 2009.06.01 ~ 2009.06.30 송은일 <사랑을 묻다> (상임)
- 2009.07.01 ~ 2009.07.31 심 훈 <상록수> (건배 처)
- 2009.08.01 ~ 2009.08.31 이상민 <빨간 자전거> (회장 댁)
- 2009.09.01 ~ 2009.09.30 강인수 <어부의 노래> (수연)
- 2009.11.01 ~ 2009.11.30 윤지강 <난설헌, 나는 시인이다> (김씨)
- 2009.12.01 ~ 2009.12.31 김정현 <고향 사진관> (정희)
- 2010.07.01 ~ 2010.07.31 권비영 <덕혜옹주> (복순)
- 2010.10.01 ~ 2010.10.31 진 산 <대사형> (화소저)

라디오 독서실 (KBS 2라디오)
- 2008.02.03 권여선 <사랑을 믿다> (엄마)
- 2008.02.17 윤순례 <상사화> (남자 모)
- 2008.03.09 김경욱 <99퍼센트> (여자 친구)
- 2008.04.27 김유정 <봄 봄> (아이1)
- 2008.05.11 김만중 <구운몽> (선녀)
- 2008.05.18 박경리 <불신시대> (문수)
- 2008.05.25 박태원 <소설가 구보씨의 1일> (여인)
- 2008.06.15 최인훈 <광장> (영미)
- 2008.07.13 이혜경 <물 한모금> (점원)
- 2008.07.20 이효석 <메밀꽃 필 무렵> (아이1)
- 2008.09.28 김동리 <무녀도> (아낙2)
- 2009.02.15 임철우 <사평역> (서울 댁)
- 2009.02.22 은희경 <아름다움이 나를 멸시한다> (여인)
- 2009.03.01 선우휘 <불꽃> (어머니)
- 2009.03.08 박상우 <인형의 마을> (성우)
- 2009.03.29 김소진 <자전거 도둑> (성우)
- 2009.04.05 현기영 <순이 삼촌> (큰어머니)
- 2009.04.19 김중혁 <악기들의 도서관> (손님1)
- 2009.05.17 한승원 <아버지와 아들> (혜숙)
- 2009.05.24 안도현 <연어> (누나)
- 2009.06.21 차범석 <산불> (사월)
- 2009.07.12 김 숨 <투견> (여자)
- 2009.07.26 김미월 <서울 동굴 가이드> (엄마)
- 2009.08.02 셰익스피어 <한여름밤의 꿈> (헬레나)
- 2009.09.20 정한아 <마테의 맛> (원장)
- 2009.09.27 박성원 <도시는 무엇으로 이루어지는가2> (엄마)
- 2009.10.25 전경린 <바다엔 젖은 가방들이 떠다닌다> (누나)
- 2009.11.15 김지숙 <스미스> (엄마)
- 2009.11.22 김경욱 <신에게는 손자가 없다> (아이)
- 2009.11.29 전성태 <이미테이션> (아이2)
- 2009.12.06 이홍의 <50번 도로의 룸미러> (콜린 엄마)
- 2010.01.17 박지영 <청소기로 지구를 구하는 법> (인터넷 낭독 외)
- 2010.03.14 김인숙 <안녕, 엘레나> (어머니)
- 2010.07.04 윤고은 <1인용 식탁> (여자)
- 2010.08.01 김종일 <도둑놈의 갈고리> (나 / 해설)
- 2011.01.30 설은영 <집시, 달을 굽다> (은호)
- 2011.09.18 공선옥 <설운 사나이> (영애)
- 2012.03.11 손보미 <폭우> (그녀)
- 2012.09.23 윤고은 <4분의 1> (나 / 해설)
- 2014.05.04 조경란 <밤을 기다리는 사람에게> (미호)
- 2014.08.03 장은호 <생존자> (미영)

KBS 무대 (KBS 한민족 방송)
- 2008.03.15 봄 여름 가을.... 겨울 (학생2)
- 2008.04.26 미순씨의 바다 (손님1)
- 2008.05.03 갈릴레오를 아십니까? (아이1)
- 2008.06.14 봄이 가기 전에 (근배 모)
- 2008.06.28 모르는 여자 (엄마)
- 2008.07.05 오늘의 추천 영화 (필리핀여)
- 2008.08.09 두 여자의 휴가 (최씨)
- 2008.09.13 그대 다시는 고향에 가지 못하리 (총장 부인)
- 2008.09.20 곰보 무녀 (아낙2)
- 2008.10.11 황금염소 (마을 아낙)
- 2008.11.29 귀녀는 괴로워 (지화자)
- 2009.01.10 다이, 하드 (여직원)
- 2009.01.17 시간을 줍다 (여학생1)
- 2009.01.24 어머니의 새해 (혜리)
- 2009.02.07 1박 2일 (여 교도관)
- 2009.02.21 소풍 (여의사)
- 2009.02.28 살아남은 이의 슬픔 (선희 모)
- 2009.03.07 교수님, 행복하십니까? (아내)
- 2009.03.14 한계령 (여주인)
- 2009.03.21 외로움은 소리에 민감하다 (혜정)
- 2009.04.04 모퉁이 (주인)
- 2009.04.18 장모님의 아파트 (박여사)
- 2009.05.23 백만번째 사랑 (키이라 어머니)
- 2009.05.30 내 인생의 절정기 (주인)
- 2009.06.06 낙타의 눈물 (아낙 / 여2)
- 2009.06.27 수상한 관계 (여자1)
- 2009.07.11 고등어 굽는 여자 (문정애)
- 2009.07.18 my스텝파더 (사장1)
- 2009.08.08 고군傳 (아낙1)
- 2009.08.15 폭우 (윤자)
- 2009.08.22 비밀 (아줌마)
- 2009.08.29 장군 멍군 (아줌마)
- 2009.09.05 화양연화 (의사)
- 2009.09.19 퀼트 (김여사)
- 2009.10.10 충견(忠犬), 짖다 (김완)
- 2009.11.07 아버지의 전대 (홍새와)
- 2009.11.21 경아의 러브 스토리 (손님2)
- 2009.11.28 김장하는 날 (상인)
- 2010.01.16 지상에서 영원으로 (망자3)
- 2010.01.30 내 슬픈 기억의 집 (동서)
- 2010.02.27 내 친구, 이병수 (병수 처)
- 2010.04.17 내게도 사랑이 (아줌마)
- 2010.05.08 마지막 도부꾼, 길 위에 지다 (며느리)
- 2013.01.26 꽃이 되어 봄이 오게 하리 (진달래)
- 2015.01.10 매미를 엿보다 (첩)

우리말 하나로 (KBS 한민족 방송)
- 2009.01.05 ~ 2009.12.29 (성우 연기)

사랑의 책방 (KBS 3라디오)
- <그때 그 느낌> (낭독)

다큐멘터리 역사를 찾아서 (KBS 1라디오)
- (연기)

특집기획 라디오 다큐멘터리, 라디오 드라마 (KBS)
- 2008.08.15 8.15 특별기획 <대한민국 60년, 한민족 방송 60년> (사할린 동포)
- 2009.01.01 한민족 방송 2009년 신년 특별기획 <박서희 대한민국에서 새로운 꿈을 꾸다> (박서희)
- 2009.03.03 공사창립 36주년 특집 다큐멘타리 <사랑을 나누는 탈북자들 또 하나의 등불이 되다> (지숙 / 현정)
- 2009.04.13 대한민국 임시 정부 수립 90주년 기념 특집 다큐멘터리 <임정비화, 대한민국을 만든 사람들> (주애보)
- 2009.08.15 8.15 특집 다큐멘터리 <이젠 고향땅에서 편히 쉬세요> (할머니 / 소녀)
- 2009.12.27 KBS 전주 특집 다큐멘터리 <조선의 여인 저는 김삼의당입니다> (김삼의당)

라디오 북카페 (SBS러브FM)
- 2012.05.21 ~ 2012.06.01 미구엘 드 세르반테스 <돈키호테> (마르셀라)